# Маріо Еміліо Боє
Маріо Еміліо Еріберто Боє (ісп. Mario Emilio Heriberto Boyé, 30 липня 1922, Буенос-Айрес — 21 липня 1992, Буенос-Айрес) — аргентинський футболіст, що грав на позиції нападника, зокрема, за клуби «Бока Хуніорс» та «Расінг» (Авельянеда), із кожним з яких по два рази ставав чемпіоном Аргентини. У складі національної збірної Аргентини — триразовий переможець чемпіонату Південної Америки.

## Клубна кар'єра
У дорослому футболі дебютував 1941 року виступами за «Бока Хуніорс», в якому провів дев'ять сезонів, взявши участь у 190 матчах чемпіонату і маючи середню результативність на рівні 0,57 гола за гру першості. За цей час двічі виборював титул чемпіона Аргентини. 1946 року з 24-ма забитими голами за сезон став найкращим бомбардиром чемпіонату Аргентини.
1949 переїхав да Європи на запрошення італійської «Дженоа». В італійській команді продовжив демонструвати високу результативність, встигнувши відзначитися 12 забитими голами у 18 проведених іграх, включаючи покер у ворота «Трієстіни». Попри це вже наступного року гравець поспіхом повернувся до Південної Америки, зазначивши, що ані він, ані його дружина не змогли адаптуватися до життя у Генуї.
1950 року уклав попередній контракт з клубом «Мільйонаріос» із першості Колумбії, яка саме переживала наплив іноземних гравців, пов'язаний з високим рівнем платні у місцевих командах. Однак, провівши у Колумбії декілька місяців, тренуючись і беручи участь у товариських матчах, вирішив все ж таки повернутися на батьківщину, де його новою командою став «Расінг» (Авельянеда). У цій команді грав протягом 1950–1953 років, у перших двох сезонах допомагаючи їй вигравати чемпіонат Аргентини.
Згодом провів по одному року в «Уракані» та рідному «Бока Хуніорс», після чого завершив виступи на професійному рівні.

## Виступи за збірну
1945 року був включений до складу національної збірної Аргентини на тогорічний чемпіонат Південної Америки, що проходив у Чилі. В рамках турніру, що завершився для аргентинців здобуттям сьомого титулу найсильнішої збірної континенту, взяв участь у чотирьох із шести матчів команди і відзначився одним голом.
Згодом Аргентина двічі поспіль захищала титул чемпіонів Південної Америки. На домашній континентальній першості 1946 року Боє вийшов в основі на першу гру турніру проти збірної Парагваю, проте був вилучений з поля наприкінці першого тайму гри і в решті матчів змагання участі не брав. А на чемпіонаті Південної Америки 1947 року в Еквадорі відіграв в усіх семи матчах аргентинців, забивши чотири голи.
Загалом протягом семирічної кар'єри у національній команді провів у її формі 17 матчів, забивши 7 голів.
Помер 21 липня 1992 року на 70-му році життя в Буенос-Айресі.

## Титули і досягнення
- Переможець чемпіонату Південної Америки (3):

Аргентина: 1945, 1946, 1947
- Чемпіон Аргентини (4):

«Бока Хуніорс»: 1943, 1944
«Расінг» (Авельянеда): 1950, 1951